# La Métromanie
La Métromanie, ou le Poète est une comédie en 5 actes et en vers d’Alexis Piron écrite en 1736 au château du Raincy, domaine du marquis de Livry, protecteur de l'auteur, et représentée pour la première fois au château de Berny en 1737, puis à la Comédie-Française le 10 janvier 1738.
Le personnage principal, Damis, a la manie de faire des vers à tout bout de champ et à tout propos. Cette obsession l’entraîne dans toutes sortes de mésaventures.
La Métromanie est en partie inspirée de la supercherie du poète Paul Desforges-Maillard, qui fit recevoir ses poèmes au Mercure de France en se faisant passer pour une poétesse de province. Il recueillit notamment les louanges de Voltaire, ennemi juré de Piron. La Métromanie contient ainsi quelques traits qui visent à tourner Voltaire en ridicule : c’est pour cette raison que les Comédiens-Français hésitèrent à l’accepter et ne s’y résolurent que sur l’intervention de Maurepas.

## Personnages
Francaleu, père de Lucile
Baliveau, capitoul, oncle de Damis
Damis, poète
Dorante, amant de Lucile
Mondor, valet de Damis
Lucile, fille de Francaleu
Lisette, suivante de Lucile
Un laquais de Francaleu.

## Intrigue
Complexe, l’intrigue de La Métromanie mêle en réalité cinq intrigues parallèles :
- les amours de Dorante et de Lucile ;
- le procès qui oppose leurs deux pères ;
- les tentatives littéraires de Damis et les efforts de son oncle Baliveau pour le faire jeter en prison ;
- l’affaire des vers de la fausse poétesse (inspirée de l’affaire Desforges-Maillard) ;
- la préparation de la comédie qu’on doit jouer le soir.

La pièce ne prétend pas à la vraisemblance des situations ou des caractères ; elle vise avant tout au divertissement par une aimable fantaisie qui confine à la folie légère dont le personnage principal est agité. Elle est remarquablement dénuée de cruauté de quelque sorte que ce soit. Ainsi Dorante, qui s’est acquis l’amour de Lucile par un mensonge, ne peut supporter de devoir son bonheur à une tromperie et avoue tout à la jeune fille qui s’écrie : « Votre sincérité mérite qu’on vous aime. » (Acte IV, scène 8)
Le personnage de Damis retient l’intérêt par son amour sincère de la poésie, qui, en dépit de son innocente folie, lui donne davantage d’humanité qu’aux personnages secondaires. À cet égard, relève Jacques Truchet : « Traditionnellement […] le poète était un grotesque. Avec cette comédie, nous débouchons en plein romantisme. Damis est enthousiaste, il est loyal, fier et modeste à la fois, élégant, honnête homme en tout point, brave de surcroît. »